# José Manuel Pereira de Oliveira
José Manuel Pereira de Oliveira (Torres Novas, 1928 — Coimbra, 2006) foi um geógrafo português. Durante mais de três décadas, de 1961 a 1998, ensinou e investigou na Universidade de Coimbra.

## Carreira
Licenciou-se em Ciências Geográficas na Faculdade de Letras da Universidade de Coimbra no ano de 1955 com uma tese sobre o “Porto de pesca da Nazaré – subsídios para o estudo de um problema de economia regional”. Iniciou a sua carreira de professor e investigador no Instituto de Estudos Geográficos, em 1961, e concluiu o seu doutoramento, em 1973, com uma tese sobre o “Espaço urbano do Porto – condições naturais e desenvolvimento”.
O seu trabalho científico desenvolveu-se essencialmente na área da Geografia Humana e, particularmente, da Geografia Urbana. Excelente Professor e um Investigador esforçado, foi responsável pela coordenação de vários projetos de investigação nacionais e internacionais, bem como pela coordenação científica do Centro de Estudos Geográficos. A par com a sua carreira universitária desempenhou as funções de Delegado Regional da Zona Centro do Ministério da Cultura, de Representante de Portugal no grupo de peritos de um projeto do Conselho da Europa sobre “Cultura e Região - Dinâmica Cultural e Desenvolvimento Regional” e foi Presidente da Comissão Nacional de Geografia (2000-2003).
Pelo seu prestígio enquanto professor, investigador e Homem de Cultura, recebeu diversas distinções, entre as quais o grau de Doutor Honoris Causa pela Universidade do Porto (2001) e a medalha de ouro da cidade do Porto.

## Obras principais
- Porto de pesca da Nazaré – subsídios para o estudo de um problema de economia regional (1955)
- Espaço urbano do Porto – condições naturais e desenvolvimento (1973)
- Trabalhos de Geografia e História (1975)
- Atividades de pesca na Nazaré (1976)
- Análise comparativa dos centros urbanos em Portugal – ensaio metodológico (1980)
- A cidade do Porto como centro urbano histórico (1983)
- Coimbra no seu quadro regional (1984)
- Portugal and EEC- Agricultral problems (1989)
- Amorim Girão – Geógrafo (1994)
- Dinamismos socioeconómicos e (re)organização territorial: processos de urbanização e de reestruturação produtiva (1996)
- Estruturas espaciais urbanas – Teoria e aplicação (1996)
- Orlando Ribeiro, o geógrafo da Beira Baixa (1997)
- Professor Doutor Aristides de Amorim Girão: o Homem e a Obra (2000)
- Portugal, um País de contrastes (em colaboração com M. H. Rocha Pereira e A. Martins da Silva; 2002)
- Territórios e Dinâmicas Urbanas: Atlas das cidades do Norte de Portugal (ACINP, 2003)